# Crucifix Berlinghieri de Lucques
Le Crucifix  Berlinghieri de Lucques ou de Santa Maria degli Angeli est un crucifix peint  en  tempera et or sur bois, réalisé vers 1210-1220, conservé au Musée de la villa Guinigi de Lucques.

## Histoire
Le crucifix peint provient du monastère Santa Maria degli Angeli de Lucques et  est signé  BERLINGERIUS ME PINXIT sous le soppedaneo.
Il fut signalé par Ridolfi en 1873 et attribué à Berlinghiero Berlinghieri bien que son prénom ne figure pas dans la signature, par sa similitude stylistique avec le crucifix de Fucecchio.

## Description
Le crucifix respecte les conventions du Christus triumphans, Christ mort mais triomphant sur la croix, issues de l'iconographie religieuse gothique médiévale  occidentale (qui sera à son tour remplacé, par le Christus patiens, résigné à la mode byzantine de Giunta Pisano et ensuite, à la pré-Renaissance, par le  Christus dolens des primitifs italiens). 
Attributs du Christus triumphans montrant la posture d'un Christ vivant détaché des souffrances de la Croix :
- Tête relevée (quelquefois tournée vers le ciel), ici très auréolée,
- yeux ouverts,
- corps redressé,
- du sang peut s'écouler des plaies.
- les pieds ne sont pas superposés

Scènes complémentaires des tabelloni
- Marie et Jean sont représentés en entier de chaque côté des flancs du Christ, sur fond d'or, en figure de douleur.
- Les extrémités horizontales de la croix à fond bleu affichent chacune deux des quatre figures du Tétramorphe (les individus ailés représentant les évangélistes) :
  - à gauche : l'homme ailé de Matthieu et le taureau ailé de Luc,
  - à droite : l'aigle de Jean et le lion ailé de Marc.
- En haut en cimaise, au-dessus du titulus à fond rouge à l'inscription Veramente quest'uomo era Figlio di Dio!,  la Vierge Marie, en buste (Vierge Odighitria byzantine), les mains ouvertes, entourée de deux anges en référence au nom du monastère.
- En soppedaneo, au pied de la croix, deux petites figures du Reniement de saint Pierre, surmontant la signature du peintre.

## Analyse
La tête du Christ disproportionnée est une trace gothique  de perspective signifiante attribuant, par leur taille, la hiérarchie des personnages,  de plus accentuée par une auréole décorée de trois éléments en pâte vitrée, affichant la richesse du commanditaire.